# Юаньцзян-Хані-Ї-Дайський автономний повіт
23°35′53″ пн. ш. 102°00′02″ сх. д. / 23.59819° пн. ш. 102.00063° сх. д.
Юаньцзян-Хані-Ї-Дайський автономний повіт (кит. 元江哈尼族彝族傣族自治县, пін. Yuánjiāng Hānízú Yízú Dăizú Zìzhìxiàn) — один із повітів КНР у складі префектури Юйсі, провінція Юньнань. Адміністративний центр — містечко Ліцзян.

## Географія
Юаньцзян-Хані-Ї-Дайський автономний повіт лежить на південному заході префектури у межах Юньнань-Гуйчжоуського плато у середній течії річки Хонгха.

### Клімат
Повіт знаходиться у зоні, котра характеризується вологим субтропічним кліматом. Найтепліший місяць — червень із середньою температурою 29 °C. Найхолодніший місяць — січень, із середньою температурою 16,9 °С.
| Клімат повіту Юаньцзян-Хані-Ї-Дай | Клімат повіту Юаньцзян-Хані-Ї-Дай | Клімат повіту Юаньцзян-Хані-Ї-Дай | Клімат повіту Юаньцзян-Хані-Ї-Дай | Клімат повіту Юаньцзян-Хані-Ї-Дай | Клімат повіту Юаньцзян-Хані-Ї-Дай | Клімат повіту Юаньцзян-Хані-Ї-Дай | Клімат повіту Юаньцзян-Хані-Ї-Дай | Клімат повіту Юаньцзян-Хані-Ї-Дай | Клімат повіту Юаньцзян-Хані-Ї-Дай | Клімат повіту Юаньцзян-Хані-Ї-Дай | Клімат повіту Юаньцзян-Хані-Ї-Дай | Клімат повіту Юаньцзян-Хані-Ї-Дай | Клімат повіту Юаньцзян-Хані-Ї-Дай |
| Показник                          | Січ.                              | Лют.                              | Бер.                              | Квіт.                             | Трав.                             | Черв.                             | Лип.                              | Серп.                             | Вер.                              | Жовт.                             | Лист.                             | Груд.                             | Рік                               |
| Середній максимум, °C             | 24,4                              | 27,5                              | 30,9                              | 34                                | 34,5                              | 34,7                              | 33,9                              | 33,9                              | 32,8                              | 30,5                              | 27,1                              | 24,1                              | 30,7                              |
| Середня температура, °C           | 16,9                              | 19,2                              | 22,7                              | 26                                | 27,8                              | 29                                | 28,5                              | 27,9                              | 26,6                              | 24,4                              | 20,2                              | 17                                | 23,9                              |
| Середній мінімум, °C              | 12                                | 13,6                              | 16,9                              | 20,2                              | 22,9                              | 25,1                              | 25,1                              | 24,3                              | 22,9                              | 20,6                              | 16                                | 12,5                              | 19,3                              |
| Норма опадів, мм                  | 14.1                              | 20.7                              | 19.1                              | 50.6                              | 102.4                             | 117.6                             | 137.7                             | 126.7                             | 85.4                              | 62.6                              | 53.5                              | 14.2                              | 804.6                             |
| Вологість повітря, %              | 67                                | 62                                | 58                                | 60                                | 64                                | 69                                | 73                                | 76                                | 75                                | 73                                | 75                                | 72                                | 68.7                              |
| --------------------------------- | --------------------------------- | --------------------------------- | --------------------------------- | --------------------------------- | --------------------------------- | --------------------------------- | --------------------------------- | --------------------------------- | --------------------------------- | --------------------------------- | --------------------------------- | --------------------------------- | --------------------------------- |
| Джерело: data.cma.cn              |                                   |                                   |                                   |                                   |                                   |                                   |                                   |                                   |                                   |                                   |                                   |                                   |                                   |